# Рік Санчез
Рік Санчез — один із головних героїв американського мультсеріалу «Рік та Морті», геніальний науковець, атеїст, алкоголік. На момент початку третього сезону йому 70 років. Виходячи з того, що існує незліченна кількість всесвітів, існує і незліченна кількість Ріків, але герой серіалу належить до світу С-137. У серії коміксів Рік належить до всесвіту С-132, а в грі «Pocket Mortys» — до виміру C-123. Прототипом Ріка Санчеза є Емметт Браун, герой кінотрилогії «Назад у майбутнє».

## Ідея і створення
Ідея створення Ріка (як і Морті) належить Джастіну Ройланду. У жовтні 2006 року він створив мультфільм «The Real Animated Adventures of Doc and Mharti» — пародію на основі серії фільмів «Назад у майбутнє».
«У той час (у жовтні 2006 року) мені нічого було втрачати, і мій початковий намір полягав в тому, щоб назвати це» Назад у майбутнє: новий офіційний мультфільм студії Universal за участю нового Дока Брауна і Марті МакФлая «, а потім я б просто сів і став чекати листи від їхніх адвокатів про бажання приїхати. Ось чому це так брудно. Я просто шукав спосіб „затролити“ велику студію».
- Джастін Ройланд
Основа зовнішнього вигляду Ріка: лабораторний білий халат нарозхрист, коричневі штани на ремені, блакитне волосся сторчма, навіть відрижка — склалася вже в цьому пародійному епізоді.

## Історія і характер персонажа
Рік — батько Бет, дідусь Саммер і Морті та тесть Джеррі. Відомо, що він довгий час був відсутній в сім'ї. Основна дія серіалу починається незабаром після його повернення до Бет.
Рік — скептик, цинік, песиміст, він безрозсудний, майстерно демонструє сарказм і зневажає людей, тому що вважає всіх їх тупими. Коронна фраза — «Wubba Lubba Dub Dub», що в перекладі з рідної мови Пташиної особистості означає: «Я відчуваю сильний біль, допоможіть мені». Рік є геніальним винахідником, який створив парк атракціонів всередині людського тіла, пристрій для контролю над чужими снами, шолом, що підвищує мозкову активність і інше. Він також подорожує по різних вимірах разом зі своїм онуком Морті. Серед інопланетян у Ріка є як друзі, так і вороги.
Спочатку творці мультфільму не хотіли розкривати минуле Ріка, щоб не приносити в серіал моралізаторство і зберегти загадковість персонажу. Проте, інформація про життя Ріка поза хронологічними рамками мультфільму розкривається в деяких серіях. Так, частина його спогадів показана в десятому епізоді першого сезону «Рікоцидний Рікоцид», його кримінальне минуле явно позначено в десятій, заключній серії другого сезону «Весільні сквончери», а його дружина, мати Бет, показана в першому («Ріквтеча з Рікшенка») і сьомому («Ріклантична Плутанина») епізодах третього сезону.

## Теорії
Мала кількість інформації про Ріка є каталізатором для висунення безлічі теорій щодо серіалу в цілому і персонажа окремо. Одна з них — теорія про геніальність Ріка, яка вибудовується на основі пілотної серії. Відповідно до неї, Рік зобов'язаний своєму інтелекту мега-насінню, зростаючому на мега-деревах у вимірі C-35. Через проблеми при перевезенні мега-насіння всередині онука Ріка, Морті, воно наділило інтелектом останнього. Критика теорії базується на питанні про те, як в разі такої природи геніальності Ріка він створив портальний пристрій та знайшов мега-насіння в іншому вимірі.
Після закінчення другого сезону з'явилася теорія про те, за які злочини Рік потрапив до в'язниці і чому він названий космічним терористом. Згідно найбільш популярній версії, Рік є знищувачем світів. Пояснюється це тим, що, використовуючи портальну гармату, Рік переміщається між вимірами, що позначається на ході історії.При цьому вважається, що покинуті світи стали непридатні для життя з вини Ріка. Як приклад наводиться епізод «Напій Ріка # 9», за сюжетом якого планету в вимірі С-137 спіткала епідемія Кроненберг-монстрів, після чого Рік з онуком перемістилися в вимір, де інші Рік і Морті загинули, але їх тіла ще не були виявлені . Прибулі Рік і Морті, закопавши тіла на задньому дворі будинку, замінили загиблих собою. При цьому Рік з виміру C-137 поводився спокійно, з чого прихильники даної теорії роблять висновок про те, що для Ріка подібні події (руйнування світу і похорони себе з іншого виміру) є звичними. В якості додаткового доказу наводиться епізод із серії «Встигнути до Морті-ночі», де при здачі Джеррі в спеціальний «дитячий сад» для Джеррі всіх вимірів у графі «Вимір» необхідної анкети про себе Рік пише «С-137», а про Джеррі — «невідомо», що, на думку авторів теорії, підтверджує багаторазову зміну вимірів Ріком.
У третій серії третього сезону Рік перетворює себе в огірок. Після виходу епізоду з'явилося кілька теорій про те, з якою метою це було зроблено і як це характеризує героя, проте один з творців «Ріка і Морті» Ден Хармон стверджує, що в це перетворення не закладаються будь-який сенс і що це було зроблено заради забави.

## Ступінь впливовості

### Сичуанський соус
Позначене в першій серії третього сезону бажання Ріка отримати сичуанський соус із «Макдональдсу», тимчасово використовувався в 1998 році в рамках рекламної кампанії мультфільму «Мулан», призвело до того, що мережа ресторанів швидкого харчування пообіцяла повернути соус в своє меню.
Епізод вийшов 1 квітня 2017 року. Шанувальники серіалу в цей же день почали активну кампанію, вимагаючи повернути соус. На сайті Change.org з'явилася петиція, яка за місяць набрала 35 тисяч підписів. Мережа швидкого харчування відмовчувалася, поки люди намагалися створити соус своїми руками. Випадково знайдена оригінальна упаковка 1998 року продана на eBay за 14 700 доларів.
В кінці липня «Макдональдс» надіслав Джастіну Ройланду пляшку сичуанського соусу в якості подарунка. Головною умовою було, щоб соус у жодному разі не дістався Джеррі, батькові Морті, якого Рік відверто зневажає протягом усього серіалу. 2 жовтня у Twitter компанії з'явився запис про те, що 7 жовтня в США на короткий час соус знову стане доступний для відвідувачів.
7 жовтня на один день сичуанський соус з'явився в деяких ресторанах мережі. Проте, всім фанатам «Ріка і Морті» його не вистачило. У деяких закладів мережі навіть збиралися пікети і їх співробітникам доводилося викликати поліцію. Деякі люди стали перепродувати пакетики сичуанського соусу. Наприклад, 23-річна Рейчел Мері виклала фотографію пачки в PIN NATION на Facebook, де спілкуються фанати «Ріка і Морті», і в обмін на соус змогла отримати автомобіль. Незабаром компанія оголосила, що соус повернеться в меню взимку на триваліший термін.